# Ricardo Wenceslao Espinoza
Ricardo Wenceslao Espinoza Medina (Huancabamba, 3 de octubre de 1837-Lima, 23 de enero de 1931) fue un abogado, político y magistrado peruano. Diputado por Huancabamba, senador por Piura, ministro de Gobierno (1874), miembro de la Junta de Gobierno (1895) y alcalde de Lima (1919-1920). En el ámbito de la magistratura, fue cofundador y primer presidente de la Corte Superior de Piura, así como vocal (1891-1912) y presidente de la Corte Suprema del Perú (1903-1904).

## Biografía
Hijo del comerciante José María Espinoza y de Mercedes Medina. Cursó su educación primaria en Piura. Luego se trasladó a Lima y se matriculó en el Convictorio de San Carlos (1852), donde se graduó de bachiller en Jurisprudencia (1860).
Se recibió de abogado el 30 de septiembre de 1865, en la Corte Superior de Lima.  Fue nombrado adjunto del Ministerio Fiscal. Durante la guerra con España, fue nombrado secretario de la Comandancia General de las baterías del Callao y participó en el combate del Dos de Mayo. Por su actuación fue condecorado con la Medalla de Plata de la ciudad de Huancabamba, que lo reconocía así como su hijo ilustre.
En 1868 fue elegido diputado por Huancabamba, cargo en el que se mantuvo hasta 1881. Como parlamentario se destacó por su defensa acérrima de los intereses nacionales. Luchó contra la cesión del muelle y la dársena del Callao a empresarios extranjeros, y se opuso a las estipulaciones del Contrato Dreyfus. Contra este último hizo también una ruda campaña a través del diario El Nacional.  Por todo ello sufrió el hostigamiento del gobierno del presidente José Balta.
Estuvo presente en la célebre reunión en la que se fundó el Partido Civil (24 de abril de 1871), nacido para contrarrestar el militarismo hasta entonces predominante en la política peruana. Apoyó a la candidatura presidencial de Manuel Pardo y Lavalle, que resultó triunfante en 1872.
El 28 de septiembre de 1874, el presidente Pardo lo nombró ministro de Gobierno, en reemplazo del polémico Francisco Rosas, formando así parte del gabinete ministerial que estaba presidido por José Eusebio Sánchez. Le tocó desbaratar varios intentos revolucionarios en Lima, mientras que el presidente Pardo se hallaba en el sur sofocando la intentona golpista del caudillo Nicolás de Piérola (la llamada “campaña del Talismán”).  Dimitió a su cargo ministerial en enero de 1875, por su desacuerdo con la prisión de los diputados Juan Luna y Benjamín Herencia Zevallos, acusados de conspiración.
En diciembre de 1875 fue nombrado vocal de la Corte Superior de Piura y en febrero de 1876 pasó a ejercer la presidencia de dicho tribunal. Estando todavía en Lima empezó a sufrir una tuberculosis, que se agravó en Piura. De acuerdo al tratamiento de esa época, se trasladó a Santo Domingo, en la sierra de Ayabaca, en busca de un clima sano. Pese a que su pronóstico era adverso, se recuperó y reanudó sus labores profesionales.
Fue nuevamente elegido diputado por Huancabamba (1876-1880), y llegó a ser vicepresidente de su cámara en 1879, el año del estallido de la Guerra del Pacífico.
En 1883, al ser suprimida la corte de Piura (de la que era vocal), se trasladó con su familia a un pequeño fundo de la sierra, donde se dedicó a trabajar.
En 1886, tras producirse un cambio de gobierno, fue nombrado administrador de la aduana de Paita. Ese mismo año fue elegido senador por Piura, cargo en el que permaneció hasta 1888, cuando pasó a ser fiscal interino de la Corte Suprema, en reemplazo del titular José de Araníbar. En 1891 fue elevado a vocal de ese alto tribunal.
El 20 de marzo de 1895, a pedido del general Andrés A. Cáceres (que acababa de renunciar a la presidencia de la República), formó parte de la Junta de Gobierno presidida por Manuel Candamo.  Se trataba de un gobierno de transición, luego de la guerra civil peruana de 1894-1895, que culminara con la caída de Cáceres y el triunfo del caudillo Piérola, que encabezaba la coalición cívico-demócrata. Espinoza se encargó del Ministerio  de Gobierno, en el que se mantuvo hasta el final de dicho gobierno, que ocurrió el 8 de septiembre de 1895, cuando cedió el pase al gobierno constitucional de Piérola.
Espinoza reasumió su puesto de vocal en la Corte Suprema y llegó a ser presidente de la misma, en el periodo 1903-1904. En octubre de 1912 obtuvo su jubilación.
Retirado a la vida privada, todavía fue solicitado para volver a la función pública, esta vez como alcalde de Lima, en los inicios del Oncenio (1919-1920).
Falleció en Lima, a la avanzada edad de 93 años.